# Nezkrotná tvář And
Nezkrotná tvář And (Wild Faces of the Andes) je německý přírodopisný dokumentární film z roku 2011. Ukazuje nejrůznější formy života v Andách, většinou jde o živočichy (kajman brýlový, lama guanako atd.). Dále seznamuje s ledovými, sopečnými i močálovitými biotopy. Českou premiéru měl dokument na Viasat Nature.